# Saint-Pierre-les-Bois
Saint-Pierre-les-Bois és un municipi francès, situat al departament de Cher i a la regió de Centre – Vall del Loira. L'any 2007 tenia 317 habitants.

## Demografia

### Població
El 2007 la població de fet de Saint-Pierre-les-Bois era de 317 persones. Hi havia 140 famílies, de les quals 44 eren unipersonals (24 homes vivint sols i 20 dones vivint soles), 40 parelles sense fills, 40 parelles amb fills i 16 famílies monoparentals amb fills.
La població ha evolucionat segons el següent gràfic:
Habitants censats

### Habitatges
El 2007 hi havia 218 habitatges, 144 eren l'habitatge principal de la família, 52 eren segones residències i 21 estaven desocupats. 217 eren cases i 1 era un apartament. Dels 144 habitatges principals, 129 estaven ocupats pels seus propietaris, 12 estaven llogats i ocupats pels llogaters i 3 estaven cedits a títol gratuït; 1 tenia una cambra, 15 en tenien dues, 22 en tenien tres, 42 en tenien quatre i 65 en tenien cinc o més. 119 habitatges disposaven pel capbaix d'una plaça de pàrquing. A 70 habitatges hi havia un automòbil i a 62 n'hi havia dos o més.

### Piràmide de població
La piràmide de població per edats i sexe el 2009 era:
| Homes | Edats   | Dones |
| ----- | ------- | ----- |
| 0     | 95 o +  | 4     |
| 0     | 90 a 94 | 0     |
| 4     | 85 a 89 | 12    |
| 0     | 80 a 84 | 4     |
| 16    | 75 a 79 | 16    |
| 4     | 70 a 74 | 16    |
| 12    | 65 a 69 | 8     |
| 8     | 60 a 64 | 12    |
| 4     | 55 a 59 | 12    |
| 20    | 50 a 54 | 4     |
| 12    | 45 a 49 | 0     |
| 8     | 40 a 44 | 28    |
| 8     | 35 a 39 | 4     |
| 4     | 30 a 34 | 4     |
| 4     | 25 a 29 | 4     |
| 4     | 20 a 24 | 4     |
| 16    | 15 a 19 | 0     |
| 8     | 10 a 14 | 4     |
| 4     | 5 a 9   | 0     |
| 4     | 0 a 4   | 0     |

## Economia
El 2007 la població en edat de treballar era de 201 persones, 142 eren actives i 59 eren inactives. De les 142 persones actives 128 estaven ocupades (76 homes i 52 dones) i 14 estaven aturades (4 homes i 10 dones). De les 59 persones inactives 29 estaven jubilades, 10 estaven estudiant i 20 estaven classificades com a «altres inactius».

### Ingressos
El 2009 a Saint-Pierre-les-Bois hi havia 145 unitats fiscals que integraven 323 persones, la mediana anual d'ingressos fiscals per persona era de 14.692 €.

### Activitats econòmiques
Dels 9 establiments que hi havia el 2007, 3 eren d'empreses de fabricació d'altres productes industrials, 1 d'una empresa de comerç i reparació d'automòbils, 2 d'empreses d'hostatgeria i restauració, 1 d'una empresa de serveis i 2 d'entitats de l'administració pública.
Dels 2 establiments de servei als particulars que hi havia el 2009, 1 era un taller de reparació d'automòbils i de material agrícola i 1 restaurant.
L'any 2000 a Saint-Pierre-les-Bois hi havia 26 explotacions agrícoles que ocupaven un total de 1.776 hectàrees.

## Equipaments sanitaris i escolars
El 2009 hi havia una escola elemental integrada dins d'un grup escolar amb les comunes properes formant una escola dispersa.

## Poblacions més properes
El següent diagrama mostra les poblacions més properes.